# Nguyễn Hồng Hải (thiếu tướng công an)
Nguyễn Hồng Hải (sinh ngày 7 tháng 11 năm 1958) là Phó giáo sư ngành khoa học an ninh, Tiến sĩ, Thiếu tướng Công an nhân dân Việt Nam. Ông hiện giữ chức vụ Phó Giám đốc Học viện An ninh nhân dân.

## Xuất thân
Nguyễn Hồng Hải sinh ngày 7 tháng 11 năm 1958, quê quán tại tỉnh Phú Thọ.
Nguyễn Hồng Hải là con trai thứ hai của Phó giáo sư, Nhà giáo ưu tú, Thiếu tướng Quân đội nhân dân Việt Nam Lê Hồng Quang (tên khai sinh là Nguyễn Văn Hội), nguyên Phó Giám đốc Học viện Chính trị, Bộ Quốc phòng Việt Nam. Nguyễn Hồng Hải còn có một người anh trai tên Nguyễn Quang Sơn, năm 2014 là Đại tá Quân đội nhân dân Việt Nam, công tác tại Bộ Tư lệnh Công binh, Quân đội nhân dân Việt Nam và em trai út Nguyễn Thanh Lâm, Cán bộ Viện Khoa học xã hội và nhân văn, Bộ Quốc phòng.

## Sự nghiệp
Ngày 17 tháng 5 năm 2010, Nguyễn Hồng Hải được Bộ trưởng Bộ Giáo dục và Đào tạo Việt Nam bổ nhiệm chức danh phó giáo sư ngành khoa học an ninh.
Từ năm 2014, Nguyễn Hồng Hải là Phó giáo sư, Tiến sĩ, Phó Giám đốc Học viện An ninh nhân dân.